# Táborosi István
Táborosi István "Mr. Stevie" (Budapest, 1950. február 17. –) magyar zongoraművész, bárzongorista. 2004-es Bárzongorista Verseny III. helyezettje és közönségdíjasa, valamint a 2005-ös Országos Bárzongorista Verseny győztese.
A világ több országában zenélt zenekarral és önállóan szólóban is. 1980 óta Svájcban dolgozik.

## Élete és pályafutása

### Gyerekkor
Zenei pályafutását egy véletlen találkozás határozta meg: hatévesen az ÁPISZ kirakatában látott egy kis harmonikát. Húsvéti locsolásból spórolt pénzét a családja egészítette ki, hogy megvehesse a hangszert. Kezdetben autodidakta módon utánozta le a rádióban hallott zeneszámokat.
Első zongoratanára a Szent Imre templom orgonistája Simorné Mária volt, tőle tanulta a kottaírást-olvasást és a zongorázás alapjait. 

Kezdetben nem tellett szüleinek zongorára, így egy asztalra rajzolt billentyűsoron gyakorolt. Később az utcájukban élő szomszédok engedték meg, hogy náluk gyakorolhasson. Édesapja 4 év alatt spórolta össze neki azt a pénzt, amelyből egy használt pianinót vásároltak.

### Korai évei
1960-ban felvételizett a Közlekedési Dolgozók Zeneiskolájába, ahol zongorából egyből 3.-ik osztályba vették fel, míg harmonikából kezdőként. Klasszikus zongoraszakon Hepke Péter zongoraművésztől, harmonika szakon Tomsits Gabriellától tanult.
Tinédzserként bekerült a Sigma beat együttesbe (ELTE zenekara), valamint kapcsolatba került az Egyetemi Színpad társulatával, és közös produkcióval, egy politikai kabaréval indultak Balaton körüli turnéra 1967-ben.
Katonaévei alatt a Határőrzenekar tagjaként a szombathelyi Savaria nemzetközi táncversenyen mint harmonikás működött közre. 1970-ben a "Ki Mit Tud" elődöntőjéig jutott, ahol orgonán játszott. 

Leszerelése után az Országos Szórakoztatózenei Központ Stúdiójában Kertész Kornél tanítványaként 1973-ban megszerezte a zongorista "A" kategóriát, és még ugyanebben az évben az ORI előadóművészi engedélyét is megkapta. 

### Karrier, külföld
A belváros számos szórakozóhelyén zenélt (ma már nem léteznek):

Keringő presszó, Trojka Bár, Savoy Bár, Tavasz Bár, Sport Presszo, Nirvána, Baross Kávézó...

Az akkori nagy budapesti hotelekben is dolgozott:

Gellértszálló, Fórum Szálloda, Budapest Körszálló, Szabadságszálló.
1974-től szerződött külföldre Skandináviába, ahol 6 évet zenélt quartettel. 1980-ban átvitte zenekarát Svájcba. Mivel egyre kevesebben kezdtek alkalmazni zenekarokat, így úgy döntött, hogy bárzongorista lesz.
Az utóbbi 30 évben csak Svájcban dolgozik, egyedül, a klasszikus bárzongorista műfajt képviselve. Főleg hotelek bárjaiban, éttermeiben zongorázik, az utóbbi 10 évben már énekléssel is kiegészítette repertoárját.

### Országos Bárzongorista Verseny
2004-ben jelentkezett a bárzongorista versenyre, amelyet a Conrinthia Grand Hotel Royalban rendeztek meg. Itt a III. helyezés mellett Chivas-Regal közönségdíját is elnyerte.

2005-ben ismét benevezett és megnyerte az Országos Bárzongorista Versenyt, melyet a Hotel Intercontinentálban rendeztek meg. Ezt a díjat Farkas Sándorral közösen nyerte, akivel később egy nemzetközi bárzongorista versenyben képviselték volna Magyarországot, ám ez sajnos különböző szervezési okok miatt nem jött létre.

Folytatásként a bárzongoristák még két nagy sikerű gálaestet tartottak 2006-ban a Hotel Kempinskiben és 2007-ben a Művészetek Palotájában.

## Lemezei

### Szóló
- Piano Talk
- At the Hotel Waldhaus
- Mr. Stevie's Pianobar

### Bárzongorista kiadások
- Egy Este a Royalban (2004)
- Nosztalgia és Elegancia (2005)
- Régi idők mozija (2006)

## Díjai
- 2004 - Országos Bárzongorista Verseny....III. helyezett
- 2004 - Országos Bárzongorista Verseny....Közönségdíjas
- 2005 - Országos Bárzongorista Verseny....I. helyezett